# Alois Werner

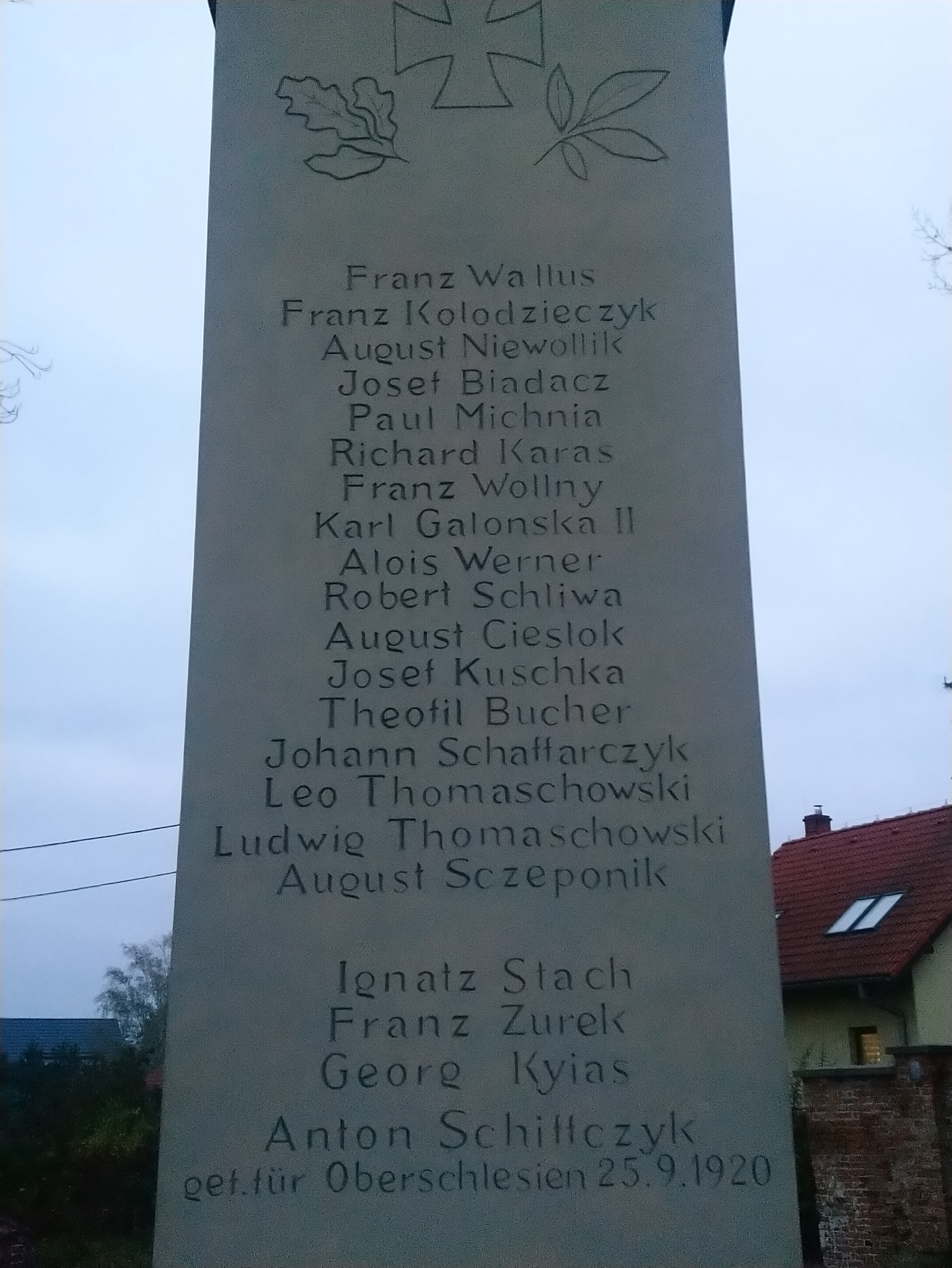
Alois Werner na pomniku poległych w Starych Gliwicach

Alois Julius Werner (ur. 1 lipca 1887 w Krzyżkowicach, zm. 22 stycznia 1917) – niemiecki florysta.

## Życiorys
Werner urodził się 1 lipca 1887 w Krzyżkowicach koło Prudnika w rodzinie szynkarza Franza Wernera i jego żony Pauliny z domu Kiefer. Uczęszczał do seminarium nauczycielskiego w Białej. W 1907 rozpoczął pracę w szkole ludowej w Starych Gliwicach.
W 1908 pojawił się w wykazach Theodora Schube jako odkrywca nowych stanowisk 40 taksonów w okolicach Gliwic. Obok stanowisk z Gliwic podał też stanowiska z Rud Wielkich, Sławięcic, Toszka, Ujazdu, Zabrza, a także z jego rodzinnych Krzyżkowic i położonej w pobliżu, po austriackiej stronie granicy, Osobłogi. W 1908 podał dziewannę kutnerowatą z Krzyżkowic, jednak gdy zestawił zebrane przez siebie okazy z diagnozą dziewanny kutnerowatej, zauważył dość istotne różnice. Doszedł do wniosku, że znalazł nowy podgatunek dziewanny drobnokwiatowej, któremu nadał nazwę Verbascum thapsus subsp. silesiacum.
Do 1914 Schube publikował corocznie informacje o kilkudziesięciu nowych stanowiskach odkrytych przez Wernera. Działał głównie w okolicach Gliwic, Pyskowic i Sośnicowic, a podczas wakacji spędzanych u rodziny szukał co roku okazów w okolicach Prudnika i na przyległych obszarach austriackiego Śląska. W latach 1912–1914 bywał w Jesionikach. Działalność florystyczną Wernera przerwał wybuch I wojny światowej, kiedy to został powołany do służby wojskowej. Poległ 22 stycznia 1917. Jego nazwisko zostało wpisane na pomniku poległych w Starych Gliwicach.